# ألبرت ديريك (لاعب كرة قدم)
ألبرت ديريك (بالإنجليزية: Albert Derrick)‏ هو لاعب كرة قدم بريطاني، ولد في 6 أغسطس 1939 في نيوبورت في المملكة المتحدة. لعب مع نادي هيرفورد.